# Westdeutscher Universitätsverlag
Die Westdeutsche Universitätsverlag GmbH ist ein Verlag mit Sitz in Bochum.

## Geschichte
Der Verlag entstand 1999 als Ausgründung aus der Ruhr-Universität Bochum unter dem Namen blaetterwald.net (ab 2003 blaetterwald.net universitätsbuchhandlung GmbH), ein Unternehmen, das eine Buchhandlung mit Produktion, Vertrieb und Handel von elektronischen und Printmedien sowie einen Webshop und ein Literaturcafé betrieb. 2012 wurde er als Bochumer Universitätsverlag GmbH und 2014 als Westdeutsche Universitätsverlag GmbH gegründet.
2012 übernahm Martin Woesler die Geschäftsführung. Verbindungen bestehen zur von ihm 2004 gegründeten Europäischen Universitätsverlag GmbH mit Sitz in Dülmen, deren Verleger und Geschäftsführer Martin Woesler ist.

## Verlagsprogramm
Laut Angaben des Verlags besteht das Programm aus 300 Büchern von Autoren der Ruhr-Universität Bochum.

## Zusammenarbeit mit der Universität
Laut Verlagsangaben kooperiert dieser auf unterschiedlichen Ebenen mit der Ruhr-Universität, darunter mit der Studierendenschaft der Universität, „gemäß Beschluss des Studierendenparlaments 2014“. Alle Verlagsorgane seien ausschließlich mit RUB-Autoren besetzt.